# Comuna de Nowe Miasteczko
Nowe Miasteczko (polaco: Gmina Nowe Miasteczko) é uma gminy (comuna) na Polónia, na voivodia da Lubúsquia e no condado de Nowosolski. A sede do condado é a cidade de Nowe Miasteczko.
De acordo com os censos de 2004, a comuna tem 5487 habitantes, com uma densidade 71,1 hab/km².

## Área
Estende-se por uma área de 77,18 km², incluindo:
- área agricola: 71%
- área florestal: 18%

## Demografia
Dados de 30 de Junho 2004:
|                      | Total   | Total | Mulheres | Mulheres | Homens  | Homens |
| -------------------- | ------- | ----- | -------- | -------- | ------- | ------ |
|                      | pessoas | %     | pessoas  | %        | pessoas | %      |
| População            | 5487    | 100   | 2752     | 50,2     | 2735    | 49,8   |
| Densidade (pop./km²) | 71,1    | 100   | 35,7     | 35,7     | 35,4    | 35,4   |

De acordo com dados de 2002, o rendimento médio per capita ascendia a 1279,83 zł.

## Subdivisões
- Borów Polski, Borów Wielki, Gołaszyn, Konin, Miłaków, Nieciecz, Popęszyce, Rejów, Szyba, Żuków.

## Comunas vizinhas
- Bytom Odrzański, Kożuchów, Niegosławice, Nowa Sól, Szprotawa